# Ellen Braga
Ellen Vilas Boas Braga  (Recife, 12 de junho de 1991) é uma voleibolista indoor brasileira que atua na posição de Ponta, que serviu a Seleção Brasileira em todas as categorias, e pela seleção principal conquistou a medalha de ouro na edição do Montreux Volley Masters e do Torneio de Alassio, ambas em 2013.Em clubes conquistou a medalha de ouro no Campeonato Sul-Americano de Clubes de 2010 realizado no Peru e também a medalha de prata no Campeonato Mundial de Clubes no mesmo ano no Qatar.

## Carreira
Nascida em Recife-PE, mas cresceu na cidade de  Jacutinga-MG.Ellen inicia no voleibol após conselho de seu irmão Timóteo Braga, este era praticante de voleibol na época, que pela estatura ela tinha chances de enveredar uma carreira na modalidade; seu início foi em uma quadra de areia perto de sua residência, tempos depois que pode praticar numa quadra apropriada  .
Migrou para cidade próxima de onde cresceu chamada de  Itapira-SP e o referido irmão a apresentou ao Professor Gilvan Nogueira, e embora estivesse na faixa etária da categoria mirim, já foi ingressando direto na infantil da Itapira E.C sob orientação do mencionado professor; ela também representou este time nas categorias infanto-juvenil e juvenil, já apresentava características que a destacava como diferenciada .
Segundo esse professor, ela chegou desengonçada, mas tinha boa estatura e  gostava de treinar, pouco a pouco foi lapidada na correção das passadas de aproximação e no salto,  pois, ela fazia tudo ao contrário, com sua determinação ela assimilou rapidamente o que era complexo para sua idade, se tornou a melhor jogadora e maior pontuadora mesmo sendo a mais nova de todas as equipes de base da S.E.L/Itapira, sua evolução aliada as qualidade morais e de grupo.
Pelo Itapira E.C conquistou medalha de bronze no Campeonato Estadual da Associação Pró Voleibol (APV) Série Prata na categoria infanto-juvenil com apenas 14 anos de idade e foi a Melhor Jogadora da edição e no mesmo ano também conquistou na categoria juvenil  o quarto lugar no Campeonato  Estadual da APV Série Prata .
Ainda em 2005 foi solicitada para reforçar a equipe da Sociedade Hípica de Campinas em um torneio da Federação Paulista de Volleyball (FPV) e se saiu muito bem, ao final deste ano foi disputada por este clube, além do ADC Bradesco e também do Pinheiros, mas optou pela proposta do   ADC Bradesco No ano de 2006 já integrava as categorias de base do Finasa/Osasco .Foi convocada em 2007 para Seleção Brasileira, categoria infanto-juvenil,  para avaliação.
Representou em 2008 a Seleção Paulista no Campeonato Brasileiro de Seleções, Divisão Especial, categoria juvenil,  quando conquistou o título em BH-MG, com extinção da Divisão Especial, conquistou  no ano seguinte o bicampeonato  nesta mesma categoria e competição desta vez realizada em  Maceió-AL.Pelo Finasa/Osasco sagrou-se campeã  invicta dos Jogos Regionais Sub-21 em São Caetano do Sul, e na decisão realizou 13 pontos,  maior pontuadora da partida.
Novamente foi convocada para Seleção Brasileira em 2009, desta vez  para categoria juvenil, para avaliação e também treinamentos em preparação ao Campeonato Mundial Juvenil.
Com ajuda de familiares e de Andressa Caetano, sua empresária, trilhou o caminho profissional integrando a equipe  adulta do Sollys/Osasco, disputando o Campeonato Paulista de 2010 sendo bronze nesta edição.Pela Solly/Osasco disputou o Campeonato Sul-Americano de Clubes de 2010, este sediado em Lima-Peru quando conquistou o a medalha de ouro e a qualificação para o Campeonato Mundial de Clubes no mesmo ano.
Ainda em 2010 disputou por essa equipe a edição do Campeonato Mundial de Clubes de 2010 em Doha-Qatar, vestindo a camisa#13 e conquistou a medalha de prata nesta competição e paralelamente integrava a base do time de Osasco e conquistou o título dos Jogos Abertos de 2011 na categoria Sub-21, também disputou o Campeonato Paulista da 1ª Divisão foi capitã da equipe e conquistou o título e marcou 33 pontos na última partida na melhor de três, marcando sua despedida da categoria juvenil e disputou todas as fase da categoria de base pelo Bradesco/Osasco e dividindo as cores também no Sollys/Osasco e na base possui um título paulista infanto-juvenil e outro no juvenil.
Reforçou o FMD Rio do Sul/Delsoft  na Superliga Brasileira A 2011-12., sua primeira edição e nesta competição encerrou na décima posição nesta edição, em sua primeira edição marcou 250 pontos, foi a décima quarta atacante mais eficiente e ocupou  a sexta posição entre as melhores sacadoras.
Em 2012 foi convocada para Seleção Brasileira de Novas em preparação para Copa Yeltsin na Rússia e a Copa Pan-Americana no México e durante os treinamentos a levantadora Claudinha caiu sobre seu cotovelo direito, momento que rompeu ligamentos e fraturou um osso, sendo cortada as vésperas da Copa Yeltsin; após recuperação descobriu que ocasionou uma fibrose nas articulações do ombro, e ficou mais tempo afastada.
Transferiu-se para o Pinheiros na temporada 2012-13 alcançando a quarta colocação no Campeonato Paulista de 2012 e encerrou na sexta posição da Superliga Brasileira A 2012-13.
Em 2013 foi convocada para Seleção Brasileira pelo técnico José Roberto Guimarães para os treinamentos desta temporada e foi convocada para disputar o Montreux Volley Master na Suíça e também o  Torneio de Alassio na Itália, vestindo a camisa#1 conquistou os títulos em ambas competições e foi inscrita no Grand Prix de 2013, sendo a  camisa#4 da equipe.
Ainda em 2013, com a criação da categoria Sub-23 foi convocada para representar esta categoria na Seleção Brasileira no Campeonato Mundial Sub-23 nas cidades mexicanas Tijuana e Mexicali, vestiu a camisa#2 e foi a capitã da equipe, sob o comando do técnico Cláudio Pinheiro e alcançou a sétima colocação e nesta edição a sexta Maior Pontuadora registrando 99 pontos (72 de ataques, 11 de bloqueios e 16 de saques) e  foi a terceira entre as melhores sacadoras, ainda ocupou a décima sexta posição entre as melhores atacantes, a décima nona posição entre as melhores bloqueadoras, sendo a décima oitava entre as melhores defensoras e a décima segunda  colocação entre as atletas com melhor recepção.
Renovou com o E.C. Pinheiros na temporada 2013-14 e foi vice-campeã da Copa São Paulo de 2013 e disputou a correspondente Superliga Brasileira A encerrando na sexta colocação ao final da competição.
Permaneceu no E.C. Pinheiros para temporada 2014-15 conquistou o título da Copa São Paulo de 2014 e inédito título de forma invicta da Copa Banco do Brasil de 2014 em Cuiabá e foi inscrita por este clube na Superliga Brasileira A 2014-15.
Foi contratada pelo  Dentil/Praia Clube disputar as competições do calendário esportivo de 2016-17, conquistando o vice-campeonato na Supercopa do Brasil de 2016 em Uberlândia, além do bronze na edição da Superliga Brasileira 2016-17.Ainda em 2017 competiu pelo Dentil/Praia Clube na edição do Campeonato Sul-Americano de Clubes de 2017, em Uberlândia, Brasil, sagrando-se medalhista de prata
Em sua terceira temporada pelo ‘‘Dentil/Praia Clube’’ disputou as competições do período de 2017-18, sagrou-se vice-campeã do Campeonato Mineiro de 2017 e também na Copa Brasil de 2018 realizada em Lages e contribuiu para a melhor campanha do clube na história da Superliga Brasileira A 2017-18 e é finalista.
Renovou com o mesmo clube para temporada 2018-19 e sagrou-se vice-campeã da edição do Campeonato Mineiro de 2018, na sequência conquistou o título da Supercopa Brasileira de 2018mais tarde disputou a semifinal na edição do Campeonato Mundial de Clubes de 2018, realizada em Shaoxing , terminando na quarta colocação.
Pelo Dentil/Praia Clube conquistou o vice-campeonato da Copa Brasil de 2019 realizada em Gramado e a medalha de prata no Campeonato Sul-Americano de Clubes de 2019 realizado novamente em Belo Horizontee atuando pela equipe avançou a grande final da Superliga Brasileira 2018-19, atuando nos dois jogos da série final, mas terminou com o vice-campeonato.

## Títulos e resultados
- Campeonato Mundial de Clubes:2018[66]
- Superliga Brasileira Aː2017-18[62]
- Superliga Brasileira Aː2018-19
- Superliga Brasileira Aː2016-17[55]
- Supercopa Brasileira de Voleibol:2018[64]
- Supercopa Brasileira de Voleibolː2016[54]
- Copa Banco do Brasil:2014[52]
- Copa Brasil:2018[60] e 2019[67]
- Campeonato Mineiro:2017[59] e 2018[63]
- Campeonato Paulista:2010
- Campeonato Paulista:2012[31]
- Copa São Paulo:2014[51]
- Copa São Paulo:2013[47]
- Campeonato Brasileiro de Seleções Juvenil (Divisão Especial):2008[9]
- Campeonato Brasileiro de Seleções Juvenil (1ª Divisão):2009[10]
- Jogos Abertos Sub-21:2008[11] e 2011[19]
- Campeonato Paulista Infanto-Juvenil:?[24]
- Campeonato Paulista Juvenil:?[24]
- Campeonato Paulista (1ª Divisão):2011[21]

- Campeonato Estadual da APV Infanto- Juvenil:2005[5]
- Campeonato Estadual da APV Juvenil:2005[6]

## Premiações individuais
- 3ª Melhor Sacadora Pontuadora do Campeonato Mundial Sub-23 de 2013[42]
- 6ª Maior Pontuadora do Campeonato Mundial Sub-23 de 2013[41]
- 6ª Melhor Sacadora da Superliga Brasileira A de 2011-12[27]
- Melhor Jogadora do Campeonato Estadual da APV Infanto- Juvenil de 2005 [5]